# كايل ديكسون
كايل ديكسون (بالإنجليزية: Kyle Dixon)‏ (20 ديسمبر 1994 في المملكة المتحدة - ) هو لاعب كرة قدم بريطاني في مركز الوسط. لعب مع نوتس كاونتي وغرانتهام تاون ‏ وتيلفورد يونايتد.

## وصلات خارجية
- كايل ديكسون على موقع قاعدة بيانات كرة القدم.إي يو (الإنجليزية)
- كايل ديكسون على موقع Soccerway.com (الإنجليزية)